# Дия (остров)
Дия (греч. Δία) — остров у северного побережья Крита, в 14 км севернее Ираклиона.
Площадь острова 12,5 км², длина 5 км, ширина 3 км. Постоянное население — 0 жителей по переписи 2011 года. Административно относится к общине (диму) Херсонисос в периферийной единице Ираклион в периферии Крит.
Остров является заповедником, на которой обитают некоторые редкие виды фауны — улитки Albinaria retusa, кикладская ящерица (Podarcis erhardii), колючник Carlina diae. Входит в сеть «Натура 2000».
В 1976 году Жак-Ив Кусто во время исследования морских глубин к югу от Дии обнаружил остатки античного порта.

## Население
| Год  | Население, человек |
| ---- | ------------------ |
| 1991 | 0                  |
| 2001 | 2                  |
| 2011 | ↘ 0                |